# Emilia Castañeda Martínez
Emilia Castañeda Martínez (Madrid, 7 november 1943) is een Spaanse kunstschilder. 
Ze werd geboren in Madrid, maar verhuisde als kind met haar ouderlijk gezin naar Barcelona. In 1956 begon ze een opleiding aan de academie van de schilder Víctor Esteban Ripaux. Drie jaar later ging ze studeren bij de Escola de la Llotja. In 1969 volgde ze een opleiding aan de Escuela Massana. In de jaren 70 werd ze professioneel schilder. 
In haar werk concentreert zij zich op het naakt, dat meestal geplaatst wordt in een abstracte en dromerige achtergrond. In de ruimte bevinden zich ook voorwerpen die betekenis geven aan het verhaal dat door de centrale figuren wordt verteld. Haar werk wordt wel vergeleken met dat van modernisten als Gustav Klimt, Anglada Camarasa en met de Franse symbolistische school. Sommige van haar werken werden door kunstgalerieën afgewezen vanwege hun erotisch karakter. 